# Pregabalină
Pregabalina este un medicament analog al GABA, care este utilizat ca agent antiepileptic, în tratamentul unor tipuri de epilepsie, în durerea neuropată și în anxietate. Calea de administrare disponibilă este cea orală.

## Utilizări medicale
Pregabalina este utilizată ca medicament anticonvulsivant, în tratamentul unor tipuri de epilepsie, mai exact în tratamentul adjuvant al convulsiilor parțiale, cu sau fără generalizare secundară, la copii și adulți
Mai este indicată în durerea neuropată (durerea din cadrul neuropatiei perferice), în tratamentul tulburării anxioase generalizate la adulți și în sindromul picioarelor neliniștite.

## Reacții adverse
Principalele efecte adverse asociate tratamentului cu pregabalină sunt: cefalee, somnolență, amețeli, uscăciunea gurii și confuzie.